# Wessel Freytag von Loringhoven
Wessel Freiherr Freytag von Loringhoven (10. november 1899 – 26. juli 1944) var oberst i Værnemagtens Overkommando og medlem af Oppositionen i Nazityskland mod den tyske diktator Adolf Hitler. Loringhoven var ven med Claus Graf Schenk von Stauffenberg, der var leder af 20. juli-attentatet mod Hitler i 1944.

## Levnedsforløb
Loringhoven kom fra en aristokratisk tyskbaltisk familie i Kurland, der nedstammende fra Westfalen. Han voksede op i Adiamünde i Livland. Efter studentereksamen tiltrådte Loringhoven den tyskbaltiske hær Baltische Landeswehr i 1918, og med dannelsen af et uafhængigt Letland blev han officer i det 13. infanteriregiment i Letlands Hær. I 1922 forlod han Letland for at tilslutte sig det tyske Reichswehr.
Oprindeligt sympatiserede Loringhoven med det nationalsocialistiske program. Men i 1934 tog han afstand fra massakren De lange knives nat. Efter negative erfaringer med krigsforbrydelser under den tyske invasion af Sovjetunionen tilsluttede Loringhoven sig modstanden mod Nazi-Tyskland.
I 1943 blev Loringhoven forflyttet til Værnemagtens Overkommando som oberst med hjælp fra admiral Wilhelm Canaris.

## 20. juli-attentatet
Loringhoven skaffede detonatorer og sprængstoffer til mordforsøget på Hitler den 20. juli 1944. Han skaffede engelske sprængstoffer fra den tyske efterretningstjeneste Abwehr. Men Ernst Kaltenbrunner, chefen for Reichssicherheitshauptamt, opdagede hvad Loringhoven havde for. Den 26. juli 1944, begik Loringhoven selvmord i Mauerwald i Østpreussen umiddelbart før Gestapo arresterede ham. Han var fuldt ud klar over dets forhørsteknik.